# Крушево (Виница)
Крушево (мкд. Крушево) је насеље у Северној Македонији, у источном делу државе. Крушево је у саставу општине Виница.

## Географија
Крушево је смештено у источном делу Северне Македоније. Од најближег града, Кочана, насеље је удаљено 20 km источно.
Насеље Крушево се налази на југоисточном ободу Кочанског поља, плодне долине коју гради река Брегалница. Насеље је положено на приближно 630 метара надморске висине. Источно од насеља издиже се планина Голак.
Месна клима је континентална.

## Становништво
Крушево је према последњем попису из 2002. године имало 131 становника.
Претежно становништво у насељу су етнички Македонци (100%).
Већинска вероисповест месног становништва је православље.